# Chenisides bispinigera
Chenisides bispinigera är en spindelart som beskrevs av Denis 1962. Chenisides bispinigera ingår i släktet Chenisides och familjen täckvävarspindlar.
Artens utbredningsområde är Kongo. Inga underarter finns listade i Catalogue of Life.